# Document Style Semantics and Specification Language
Document Style Semantics and Specification Language, DSSSL (tł. język specyfikacji i semantyki stylów dokumentów) – język formatujący dokumenty SGML; standard opublikowany przez ISO/IEC w dokumencie ISO/IEC 10179:1996.
Standard DSSSL definiuje semantykę i składnię języka do opisu przetwarzania dokumentów. 
Semantyka zawiera architektury dokumentów służące określeniu stylu ich prezentacji typograficznej i innych wymagań dotyczących procesu przetwarzania dokumentów, skojarzonych z językami przetwarzania tradycyjnych dokumentów tekstowych. 
DSSSL został stworzony do określania zgodności formy przetwarzanego dokumentu z SGML. Język pozwala przetwarzać dokumenty SGML na wiele przystępnych formatów, takich jak RTF, HTML i LaTeX.